# Cristoforo Giacobazzi
Cristoforo Giacobazzi, italijanski rimskokatoliški duhovnik, škof in kardinal, * ?, † 7. oktober 1540.

## Življenjepis
23. marca 1523 je bil imenovan za škofa Cassano all'Jonie.
22. decembra 1536 je bil povzdignjen v kardinala; pozneje je bil imenovan za kardinal-duhovnika dveh položajev: S. Anastasia (15. januar 1537) in S. Eustachio (6. september 1537).